# Podpoziom ściółki
Podpoziom ściółki (AoL(L) składa się z nie rozłożonych lub bardzo słabo rozłożonych i zhumifikowanych resztek organicznych, głównie w postaci liści i igieł drzew i krzewów oraz szczątków runa leśnego. 
W korzystnych warunkach siedliskowych substancje organiczne podpoziomu L zostają prawie całkowicie zmineralizowane i zhumifikowane w okresie roku. 